# Everest North Col
Everest North Col är ett sadelpass i Kina. Det ligger i den autonoma regionen Tibet, i den sydvästra delen av landet, omkring 450 kilometer sydväst om regionhuvudstaden Lhasa.
Runt Everest North Col är det ganska glesbefolkat, med 43 invånare per kvadratkilometer. Det finns inga samhällen i närheten. Trakten runt Everest North Col är permanent täckt av is och snö.
Genomsnittlig årsnederbörd är 1 695 millimeter. Den regnigaste månaden är juli, med i genomsnitt 358 mm nederbörd, och den torraste är november, med 13 mm nederbörd.